# Berekum Chelsea FC
El Berekum Chelsea Football Club és un club de futbol de la ciutat de Berekum, Ghana. Prèviament fou conegut com a Bechem Chelsea Football Club.

## Palmarès
- Lliga ghanesa de futbol: [5]
  - 2010-11